# Hugo Guillamón
Hugo Guillamón Sanmartín, plus communément appelé Hugo Guillamón, né le 31 janvier 2000 à Saint-Sébastien en Espagne, est un footballeur international espagnol qui évolue actuellement au poste de défenseur central au Valence CF.

## Biographie

### Valence CF
Hugo Guillamón, natif de Saint-Sébastien en Espagne, a déménagé à L'Eliana dans la province de Valence à l'âge de deux ans. Il est un pur produit du centre de formation du Valence CF. Le 24 décembre 2017 le jeune défenseur prolonge son contrat jusqu'en 2020 avec son club formateur. Depuis 2018 il évolue avec le Valence Mestalla, l'équipe réserve du club.
Il joue son premier match avec l'équipe première le 22 février 2020 contre la Real Sociedad, club de sa ville natale, lors d'une rencontre de Liga. Ce jour-là il entre en jeu à la mi-temps, remplaçant Eliaquim Mangala sorti blessé, et son équipe s'incline par trois buts à zéro. Alors que son contrat se termine en juin 2020, il est pisté par le FC Barcelone qui souhaite le récupérer gratuitement mais il prolonge finalement avec son club formateur le 22 juillet 2020, signant un contrat le liant au club jusqu'en 2023.
Le 22 novembre 2020, Guillamón inscrit son premier but en professionnel lors d'une rencontre de Liga face au Deportivo Alavés. Titulaire ce jour-là, il marque de la tête sur un service de Carlos Soler le but qui permet à son équipe de remporter le point du match nul (2-2).
Le 3 octobre 2022, Hugo Guillamón prolonge son contrat avec Valence jusqu'en juin 2026.

### En sélection nationale
Avec les moins de 17 ans, il participe au championnat d'Europe des moins de 17 ans en 2017. Lors de cette compétition organisée en Croatie, il joue six matchs en étant titulaire. L'Espagne remporte le tournoi en battant l'Angleterre en finale, après une séance de tirs au but. 
Par la suite, avec les moins de 19 ans, il participe au championnat d'Europe des moins de 19 ans en 2019. Lors de cette compétition organisée en Arménie, il joue les cinq matchs de son équipe en tant que titulaire. L'Espagne remporte le tournoi en battant le Portugal en finale.
Il joue son premier match avec l'équipe d'Espagne espoirs le 3 septembre 2020 face à la Macédoine du Nord. Il est titularisé lors de cette rencontre remportée par les siens sur le score de un but à zéro. Guillamón inscrit son premier but avec les espoirs lors de sa troisième apparition, le 13 octobre 2020 contre le Kazakhstan. Il est titularisé et participe à la victoire des siens (3-0).
Le 8 juin 2021, Hugo Guillamón honore sa première sélection avec l'équipe d'Espagne contre la Lituanie en match amical (victoire 4-0). Titulaire ce jour-là, il se fait remarquer en marquant son premier but en sélection,.
Le 11 novembre 2022, il fait partie de la sélection de 26 joueurs établie par Luis Enrique pour participer à la Coupe du monde 2022.

## Statistiques
| Saison                | Club                  | Championnat           | Championnat | Championnat | Championnat | Coupe(s) nationale(s) | Coupe(s) nationale(s) | Coupe(s) nationale(s) | Supercoupe | Supercoupe | Supercoupe | Compétition(s) continentale(s) | Compétition(s) continentale(s) | Compétition(s) continentale(s) | Compétition(s) continentale(s) | Total | Total | Total |
| Saison                | Club                  | Division              | M.          | B.          | P.d.        | M.                    | B.                    | P.d.                  | M.         | B.         | P.d.       | Comp.                          | M.                             | B.                             | P.d.                           | M.    | B.    | P.d.  |
| 2019-2020             | Valence CF            | Liga                  | 6           | 0           | 0           | -                     | -                     | -                     | -          | -          | -          | -                              | -                              | -                              | -                              | 6     | 0     | 0     |
| 2020-2021             | Valence CF            | Liga                  | 25          | 1           | 0           | 2                     | 0                     | 0                     | -          | -          | -          | -                              | -                              | -                              | -                              | 27    | 1     | 0     |
| 2021-2022             | Valence CF            | Liga                  | 31          | 1           | 0           | 6                     | 1                     | 0                     | -          | -          | -          | -                              | -                              | -                              | -                              | 37    | 2     | 0     |
| 2022-2023             | Valence CF            | Liga                  | 25          | 1           | 4           | 3                     | 0                     | -                     | 1          | 0          | 0          | -                              | -                              | -                              | -                              | 29    | 1     | 4     |
| 2023-2024             | Valence CF            | Liga                  | 26          | 1           | 0           | 4                     | 0                     | 0                     | 0          | 0          | 0          | -                              | -                              | -                              | -                              | 30    | 1     | 0     |
| 2024-2025             | Valence CF            | Liga                  | 12          | 0           | 0           | 5                     | 0                     | 0                     | 0          | 0          | 0          | -                              | -                              | -                              | -                              | 17    | 0     | 0     |
| Total sur la carrière | Total sur la carrière | Total sur la carrière | 125         | 4           | 4           | 20                    | 1                     | 0                     | 1          | 0          | 0          | -                              | 0                              | 0                              | 0                              | 146   | 5     | 4     |

### En sélections nationales
| Saison                | Sélection             | Phases finales        | Phases finales | Phases finales | Phases finales | Éliminatoires | Éliminatoires | Éliminatoires | Ligue des Nations | Ligue des Nations | Ligue des Nations | Matchs amicaux | Matchs amicaux | Matchs amicaux | Total | Total | Total |
| Saison                | Sélection             | Compétition           | M              | B              | Pd             | M             | B             | Pd            | M                 | B                 | Pd                | M              | B              | Pd             | M     | B     | Pd    |
| --------------------- | --------------------- | --------------------- | -------------- | -------------- | -------------- | ------------- | ------------- | ------------- | ----------------- | ----------------- | ----------------- | -------------- | -------------- | -------------- | ----- | ----- | ----- |
| 2020-2021             | Espagne               | -                     | -              | -              | -              | -             | -             | -             | -                 | -                 | -                 | 1              | 1              | 0              | 1     | 1     | 0     |
| 2021-2022             | Espagne               | -                     | -              | -              | -              | -             | -             | -             | -                 | -                 | -                 | 1              | 0              | 1              | 1     | 0     | 1     |
| 2022-2023             | Espagne               | -                     | -              | -              | -              | -             | -             | -             | 1                 | 0                 | 0                 | -              | -              | -              | 1     | 0     | 0     |
| Total sur la carrière | Total sur la carrière | Total sur la carrière | -              | -              | -              | -             | -             | -             | 1                 | 0                 | 0                 | 2              | 1              | 1              | 3     | 1     | 1     |

#### Buts internationaux
| 1. | 8 juin 2021 | Stade municipal de Butarque, Leganés, Espagne | Lituanie | 4-0 | Match amical. |

## Palmarès

### En équipe nationale
- Espagne moins de 17 ans
  - Vainqueur du championnat d'Europe des moins de 17 ans en 2017.

- Espagne moins de 19 ans
  - Vainqueur du championnat d'Europe des moins de 19 ans en 2019.